# Surniculus lugubris

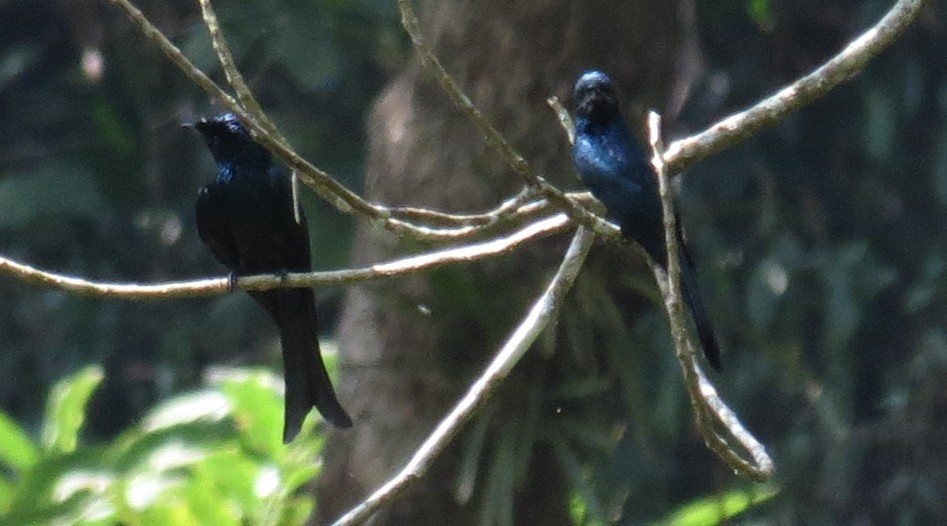
Cuclillos drongo asiáticos posados.

El cuclillo drongo asiático, cuclillo lúgubre asiático o cuclillo drongo colitruncado (Surniculus lugubris) es una especie de ave cuculiforme de la familia Cuculidae, de aspecto similar al drongo real (Dicrurus macrocercus), característica a la que debe su nombre común. Se encuentra en el  subcontinente indio y el sudeste asiático. Es un ave de plumaje principalmente negro brillante, que puede ser identificado fácilmente por su pico puntiagudo y ligeramente curvado hacia abajo y su larga cola con listas blancas en la parte inferior. Es un parásito de puesta de los pequeños charlatanes del Viejo Mundo. Su apariencia similar a los dicrúridos parece beneficiar a esta especie y se sospecha que ayuda en parasitismo de puesta, al igual que al cuco chikra por parecerse al halcón.
Comparte el género Surniculus con el cuclillo drongo filipino (Surniculus velutinus) el cual en el pasado se consideraba una subespecie de S. lugubris, pero que se separó otra especie por sus cantos y plumaje juvenil diferentes. Además estudios recientes sugieren que el cuclillo drongo asiático debería separarse en dos especies por también basándose en los cantos y diferencias morfológicas.
- Surniculus lugubris incluyendo el brachyurus, y musschenbroeki. Este tiene líneas blancas y una cola inferior externa, cola marcada con puntas un poco abiertas. Cuando vuelan, el ala con líneas blancas es visible desde abajo. Es encontrado en el Sudeste de Asia y es un visitante de verano en los Himalayas desde Cachemira hasta el este de Bangladés. Sus llamados son una serie de pulsantes notas agudas crecientes en tono desiguales.[4]
- Surniculus dicruroides - tiene una cola estilo tijereta que muchas veces lleva una mancha blanca en la parte posterior de la cabeza. La raza de Sri Lanka stewarti tiene una cola tijereta más plana. Ha sido encontrado principalmente en la región de la Península India de bosques con colinas aunque algunos especímenes se ven en la falda del Himalaya. Se ha observado que son parásitos de puesta de Rhopocichla atriceps. Sus cantos son descritos como una series de 5 a 6  "pip-pip-pip-pip-pip-" cuyas notas crecen en tono en cada "pip".[4]